# Alice H. Parker
Alice H. Parker (* 1895; † nach 1919) war eine US-amerikanische Erfinderin eines Zentralheizungssystems für Wohnhäuser mit Erdgas.
Über sie ist wenig bekannt. Sie war Afroamerikanerin und wuchs in Morristown (New Jersey) auf und studierte an der Howard Academy in Washington D. C. (eine High School, die mit der Howard University verbunden war) mit einem Abschluss 1910.
Ihre Erfindung einer Zentralheizung ließ sie 1919 patentieren (das Konzept einer Zentralheizung war älter), das Patent wurde ihr am 23. Dezember erteilt unter der Nr. US132590A. Es war seiner Zeit voraus, verwendete Erdgas statt Kohle oder Feuerholz. Die Bewohner hätten das Haus nicht verlassen müssen, um Heizmaterialien zu besorgen, und die Feuergefahr wurde verringert, da nicht die ganze Nacht ein Feuer unterhalten werden musste. Über Lüftungskanäle wurde die warme Luft (erhitzt über einen Wärmeaustauscher) im Haus verteilt und die Verteilung der Wärme konnte so reguliert werden. Sie wurde zu ihrer Erfindung, die damals noch nicht realisiert wurde, angeregt durch die Ineffizienz der Kaminheizung in ihrer eigenen Wohnung in kalten Winternächten in New Jersey. Trotzdem gilt sie als Vorläuferin für die Ideen von unterschiedlichen Heizzonen und deren Regulierungsmöglichkeiten, z. B. mittels Thermostat.